# Буймер

Бу́ймер (укр. Буймер) — село, Буймерский сельский совет, Тростянецкий район, Сумская область, Украина.
Код КОАТУУ — 5925081201. Население по переписи 2001 года составляло 469 человек.
Является административным центром Буймерского сельского совета, в который, кроме того, входят сёла Зубовка, Скряговка и посёлок Виноградное.

## Географическое положение
Село Буймер находится на берегу реки Белая, которая через 7 км впадает в реку Боромля, ниже по течению на расстоянии в 1,5 км расположено село Новоселовка, на противоположном берегу — село Скряговка.

## История
- 1740 — первые письменные упоминания о селе Буймер.

## Экономика
- «Буймерское хозяйство», ООО.
- «Украина», ООО.

## Объекты социальной сферы
- Детский сад.
- Школа.
- Дом культуры.